# Ocnerostoma piniariella
Ocnerostoma piniariella là một loài bướm đêm thuộc họ Yponomeutidae. Nó được tìm thấy ở châu Âu. The species closely resembles Ocnerostoma friesei.
Sải cánh dài ca. 9 mm. Con trưởng thành bay làm một đợt từ tháng 6 đến tháng 8. .
Ấu trùng ăn Scots Pine.